# Vratna
Vratna (em cirílico:Вратна) é uma vila da Sérvia localizada no município de Negotin, pertencente ao distrito de Bor, nas regiões de Timočka Krajina e Negotinska Krajina. A sua população era de 316 habitantes segundo o censo de 2002.

## Demografia
| 1948 | 1953 | 1961 | 1971 | 1981 | 1991 | 2002 |
| ---- | ---- | ---- | ---- | ---- | ---- | ---- |
| 567  | 565  | 604  | 558  | 554  | 451  | 316  |